# Phantom Lord
"Phantom Lord" er det syvende nummer på Metallicas album Kill 'Em All fra 1983. Den omhandler et krigsudbrud fra et mystisk væsen. Nummeret var med på bandets demo No Life 'til Leather. Sangen er den første hvor Metallica bruger ren guitarlyd uden forvrængning.
Lyrikken handler om en mystisk kamp mellem heavy metal monstre. Bandet dedikerede ofte sangen til medlemmer i publikummet som "stødte deres hoveder og fik deres hoveder stødt" gennem de tidlige koncerter. Sangen blev spillet mest i 80'erne, men i 90'erne blev sangen kun brugt i deres medley, sommetider. Men i år 2003 blev den spillet igen i nogle koncerter.

## Trivia
- James Hetfields tredje band før Metallica blev kaldt Phantom Lord
- Sangen blev brugt som den professionelle bryder Mike Awesomes musikentre når han var i Extreme Championship Wrestling.